# Aldo Monti
Aldo Monti (4. januar 1929 — 18. juli 2016) bio je italijansko-meksički glumac i režiser, koji je glumio u mnogim filmovima i telenovelama.

## Biografija
Monti je rođen u Rimu 4. januara 1929, kao Aldo Bartolome Monteforte. Godine 1947, otišao je u Venecuelu, a kasnije i u Meksiko. Postao je glumac i režiser, premda je poznatiji po glumi.
Njegova je supruga bila glumica Teresa Grobois Lopez, koja mu je rodila sina i ćerku.
Monti je umro 18. jula 2016. u Meksiko Sitiju, u dobi od 87 godina.

## Filmografija

### Kao glumac
- Noche de milagros
- Al sur de Margarita
- La torre de marfil
- El diario de mi madre ‒ Carlos Montes
- Misterios de la magia negra ‒ Raúl
- Cadenas de amor
- Teresa ‒ Mario (1959)
- Las momias de Guanajuato (1962)
- Valería (1966)
- La razón de vivir (1966)
- El ídolo (1966)
- El misterio de los hongos alucinantes (1968)
- Pasión gitana (1968)
- Flor marchita ‒ Renato Conti (1969)
- El libro de piedra ‒ Carlos (1969)
- El amor de María Isabel ‒ Ariel (1970)
- Rubí ‒  Alejandro (1970)
- La venganza de las mujeres vampiro (1970)
- El amor tiene cara de mujer (1971)
- Santo y Blue Demon vs Drácula y el Hombre Lobo ‒ Grof Drakula (1973)
- Barata de primavera ‒ Fernando Meraz (1975)
- Teresa Raquin ‒ Lorenzo
- Marcha nupcial ‒ Julio (1977)
- Una mujer (1978)
- Verónica ‒ Federico (1979)
- El hogar que yo robé ‒ Luis Felipe (1981)
- Confidente de secundaria (1996)
- Između ljubavi i mržnje ‒ Lorenzo Ponti (2002)
- Fray Justicia ‒ Federico (2009)

### Kao režiser
- Santo en Anónimo mortal
- Acapulco 12-22
- Querer volar
- Secuestro sangriento
- Vacaciones sangrientas
- Seducción sangrienta
- Horas violentas
- Obsesión asesina
- Uroboros